# Donnie Brasco
Donnie Brasco ist ein amerikanischer Mafia-Film aus dem Jahr 1997 mit Johnny Depp und Al Pacino in den Hauptrollen.

## Handlung
In den späten 1970er Jahren wird der FBI-Agent Joseph Pistone als verdeckter Ermittler in eine New Yorker Mafia-Familie eingeschleust. Er gibt sich als Juwelenhändler namens Donnie Brasco aus und gewinnt so das Vertrauen der Mafia-Mitglieder „Lefty“ Ruggiero und Dominic Napolitano. Lefty ist ein alternder Kleinganove und Auftragskiller, der immer knapp bei Kasse ist und sich bei den Beförderungsvorgängen innerhalb der Familie übergangen fühlt. Immer wieder erinnert er Donnie daran, dass er bereits 30 Jahre für die Mafia schuftet, 26 Morde begangen hat und dennoch ohne Geld dasteht. Mit Hilfe von Lefty und Dominic, der als Caporegime eine Crew führt, macht Donnie Karriere in der Mafia und wird als Freund der Familie (niedrigster Rang innerhalb der Mafia) akzeptiert, auch wenn er nie den Rang eines Vollmitglieds erreicht.
Donnies Frau, die von Anfang an versucht, ihn zu überreden, öfter nach Hause zu kommen, bemerkt, wie ihr Mann immer mehr den Mafiagewohnheiten verfällt. Mit der Zeit kann Donnie auch in den wenigen Stunden, die er wöchentlich zu Hause verbringt, nicht mehr aus seiner Rolle heraus, was eine starke Belastung für ihre Ehe darstellt. Auch seine Kinder leiden unter der Abwesenheit ihres Vaters. Die Situation spitzt sich zu, als klar wird, dass der kleinste Fehler in seiner Rolle, der zur Aufdeckung seiner Identität führt, nicht nur seinen Tod, sondern auch den seiner Familie bedeuten würde. Mit der Aufdeckung seiner Aktion würde auch das Todesurteil für seinen Vertrauten, Lefty, gesprochen, da sich dieser für Donnie verbürgt hat. Lefty ist im Laufe der Zeit so etwas wie ein Freund für Donnie geworden, weswegen er den Versuch unternimmt, ihm mit einer Tasche unterschlagenen Geldes die Flucht zu ermöglichen. Als Donnie sogar anfängt, Befehle seiner Vorgesetzten zu missachten und den Kontakt abzubrechen, und zusammen mit Lefty einen Auftragsmord begehen soll, beendet das FBI die Mission.
Einige Zeit später, Lefty und Napolitano sind noch im Unklaren über Donnies wahre Identität, erscheinen Pistones Vorgesetzte vom FBI in der Stammkneipe der Mafiosi. Sie klären die Mitglieder anhand von Fotos aus Donnies FBI-Ausbildung über seine wahre Identität auf und überreichen ihre Visitenkarte, darauf spekulierend, dass die Crew durch diesen eklatanten Verstoß gegen die Mafiagesetze erpressbar geworden ist und ihrerseits Spitzeldienste für das FBI leisten könnte. Allerdings glauben die Mafiosi den FBI-Männern zunächst nicht, dass Donnie ein Spitzel war. Doch einige Tage später sieht man Lefty in seiner Wohnung sitzen und telefonieren, er wird vorgeladen. Das bedeutet, dass er für Donnie gerade stehen muss, da er ihn in die Familie geschleust hat und sich für ihn verbürgte. Am Ende sieht man Joe Pistone, wie er einen Orden und einen Scheck über 500 Dollar für seinen Verdienst überreicht bekommt. Er sieht sich seine Auszeichnung an, blickt dann nach oben. Man hört die Stimme seiner Frau im Off: „Komm Joe, gehen wir nach Hause.“

## Hintergrund
- Der Film basiert auf dem Buch Donnie Brasco: My Undercover Life in the Mafia aus dem Jahr 1990, das die Erfahrungen des FBI-Agenten Joseph D. Pistone schildert, der unter dem Aliasnamen „Donnie Brasco“ sechs Jahre als verdeckter Ermittler (engl. undercover agent) in den Kreisen der Mafia-Familie Bonanno, einer der fünf New Yorker Mafia-Familien, in New York City und Florida ermittelte, um diese zu infiltrieren. Das führte Anfang der 1980er Jahre dazu, dass 120 Mitglieder der Mafia-Familie Bonanno verhaftet und verurteilt werden konnten.
- Nachdem Pistone enttarnt war, wurde er in das US-Zeugenschutz-Programm aufgenommen und erhielt eine neue Identität.
- Pistone arbeitet als Autor und als Berater verschiedener Strafverfolgungsbehörden weltweit. Im Jahr 2004 erschien sein zweites Buch mit dem Namen The Way of the Wiseguy (wise guy bedeutet im Slang „Mafiamitglied“).
- Im Film wird die Ermordung von Carmine Galante erwähnt, als „Lefty“ Ruggiero von der „Ermordung des Bosses“ spricht, nachdem er „vorgeladen“ wurde. Zu dieser Zeit war Galante der amtierende Boss der Familie, als der Boss Philip „Rusty“ Rastelli inhaftiert war.
- Bei dem zigarrerauchenden Boss in Florida (gespielt von Val Avery) handelt es sich um Santo Trafficante, Jr., den Boss der Trafficante-Familie aus Tampa (Florida).
- Bei dem Massaker in dem Keller von „Sonny Red“ handelt es sich um den sogenannten three capos murder. Am 5. Mai 1981 wurden drei rebellische Capos (Captains) namens Alphonse „Sonny Red“ Indelicato, Philip Giaccone und Dominick Trinchera in Dyker Heights in Brooklyn in eine Falle gelockt und ermordet.
- Der Film deutet an, dass Lefty wahrscheinlich ermordet werden wird. Tatsächlich wurde der echte Lefty vom FBI in Schutzhaft genommen. Nachdem er sich geweigert hatte, die „Familie“ zu verraten, wurde er wegen Verschwörung zum Mord in drei Fällen zu 20 Jahren Haft verurteilt. Nach elf Jahren Haft wurde er entlassen und erkrankte an Hoden- und Lungenkrebs. Er wurde von der Mafia „begnadigt“ und starb 1994 an Lungenkrebs. In Wirklichkeit war es „Sonny Black“ Napolitano, der die Verantwortung für die Einbringung Donnie Brascos in die Familie übernehmen musste und ermordet wurde.
- 2004 wurde Joseph Massino, das neue Oberhaupt der Bonanno-Familie, für den Mordauftrag an „Sonny Black“ Napolitano verurteilt, der Pistone unbewusst in die „Familie“ eingeschleust hatte.

## Rezeption
Donnie Brasco erhielt ein gutes Presseecho, was sich auch in den Auswertungen US-amerikanischer Aggregatoren widerspiegelt. So erfasst Rotten Tomatoes größtenteils positive Besprechungen und ordnet den Film dementsprechend als „Zertifiziert Frisch“ ein. Laut Metacritic fallen die Bewertungen im Mittel „Grundsätzlich Wohlwollend“ aus.
Paul Attanasio wurde 1998 für den Oscar in der Kategorie Bestes adaptiertes Drehbuch nominiert. Al Pacino gewann einen BSFC Award als Bester Darsteller.

## Dokumentationen
Der Undercover-Agent Donnie Brasco. In: Im Netz der Mafia – Die Geheimakten des FBI. Folge 7. BBC 2012